# Емберлі (Огайо)
Емберлі (англ. Amberley) — селище (англ. village) в США, в окрузі Гамільтон штату Огайо. Населення — 3840 осіб (2020).

## Географія
Емберлі розташоване за координатами 39°12′12″ пн. ш. 84°25′42″ зх. д. / 39.20333° пн. ш. 84.42833° зх. д. (39.203321, -84.428325).  За даними Бюро перепису населення США в 2010 році селище мало площу 9,06 км², уся площа — суходіл.

## Демографія
Згідно з переписом 2010 року, у селищі мешкало 3585 осіб у 1385 домогосподарствах у складі 1084 родин. Густота населення становила 396 осіб/км².  Було 1466 помешкань (162/км²).
Расовий склад населення:
| - 85,7 % — білих - 9,5 % — чорних або афроамериканців - 3,0 % — азіатів - 0,1 % — корінних американців |

До двох чи більше рас належало 1,4 %. Частка іспаномовних становила 1,3 % від усіх жителів.
За віковим діапазоном населення розподілялося таким чином: 24,0 % — особи молодші 18 років, 54,6 % — особи у віці 18—64 років, 21,4 % — особи у віці 65 років та старші. Медіана віку мешканця становила 49,1 року. На 100 осіб жіночої статі у селищі припадало 92,0 чоловіків;  на 100 жінок у віці від 18 років та старших — 92,6 чоловіків також старших 18 років.
Середній дохід на одне домашнє господарство  становив 165 385 доларів США (медіана — 115 903), а середній дохід на одну сім'ю — 182 227 доларів (медіана — 123 806). Медіана доходів становила 87 500 доларів для чоловіків та 72 742 долари для жінок. За межею бідності перебувало 3,6 % осіб, у тому числі 6,1 % дітей у віці до 18 років та 0,0 % осіб у віці 65 років та старших.
Цивільне працевлаштоване населення становило 1667 осіб. Основні галузі зайнятості: освіта, охорона здоров'я та соціальна допомога — 30,5 %, науковці, спеціалісти, менеджери — 16,4 %, фінанси, страхування та нерухомість — 13,1 %, виробництво — 12,0 %.